# Терешковичи
Терешковичи (бел. Цярэ́шкавічы) — агрогородок в Гомельском районе Гомельской области Республики Беларусь. Административный центр Терешковичского сельсовета.

## География
В 20 км на юг от Гомеля. В 14 км от железнодорожной станции Терюха.

### Гидрография
На реке Уть (приток реки Сож).

## История
Согласно письменным источникам деревня известна с XVI века в Речицком повете Минского воеводства Великого княжества Литовского, владения Великого князя. Упоминается в 1526—1531 годах в источниках по конфликту между ВКЛ и Московским государством. В 1640-е годы согласно инвентаря Гомельского староства являлась селом с 4 дымами, 2 службами. После 1-го раздела Речи Посполитой в 1772 году в составе Российской империи. В 1775 году деревня находилась во владении фельдмаршала графа П.А. Румянцева-Задунайского. С 1785 года владение дворянина Хильчевского, а впоследствии помещиков Зубовичей, Подотчевских. . В середине XIX века активно работала местная пристань. Работали корчма, церковно-приходская школа, народное училище, в котором в 1868 году было 27, а в 1907 году 57 учеников. В 1897 году действовали водяная и ветряная мельницы. В 1909 году в Дятловичской волости Гомельского уезда Могилёвской губернии.
В 1926 году действовали почтовое отделение, лавка, начальная школа, лечебный пункт. С 8 декабря 1926 года центр Терешковичского сельсовета Дятловичского, с 4 августа 1927 года Гомельского районов Гомельского округа, с 20 февраля 1938 года Гомельской области. В 1930 году организован колхоз «Коммунар». Работали водяная мельница, кузница.
Во время Великой Отечественной войны в 1942 и в сентябре 1943 годов оккупанты сожгли 84 двора и убили 12 мирных жителей. На фронтах погибли 61 житель деревни.
В 1959 году центр совхоза «Новобелицкий». Размещаются птицефабрика, швейная мастерская, средняя и музыкальная школы, Дом культуры, библиотека, комплексный приёмный пункт, амбулатория, детские ясли-сад, отделение связи, столовая, 4 магазина.
В 1962 году к Терешковичам присоединена деревня Фёдоровка.
С 1962 года в деревне существует ансамбль песни «Харошкі», которому присвоено звание народного.

## Население

### Численность
- 2019 год — 1 643 жителей

### Динамика
- 1897 год — 40 дворов, 245 жителей (согласно переписи).
- 1909 год — 59 дворов, 375 жителей.
- 1926 год — 67 дворов.
- 1940 год — 85 дворов.
- 1959 год — 127 жителей (согласно переписи).
- 2004 год — 602 двора, 1777 жителей.
- 2009 год — 1 683 жителей (перепись населения).
- 2019 год — 1 643 жителей (перепись населения).

## Транспортная система
Транспортная связь по просёлочной, а затем по автомобильной дороге Новая Гута — Гомель. В деревне 602 жилых дома (2004 год). Планировка состоит из дугообразной улицы, с направленностью с юго-востока на северо-запад. Застройка двухсторонняя, дома преимущественно деревянные, усадебного типа. В 1987 году построены 50 кирпичных домов, в которые были переселены жители с загрязнённых после катастрофы на Чернобыльской АЭС территорий.

### Улицы
- Куюкова
- Лесная
- Мира
- Молодежная
- Новая
- Нагорная
- Пастуховского
- Победы
- Советская
- Совхозная
- Солнечная
- Суливанского
- Фабричная
- Центральная

## Достопримечательность
- Памятник землякам, погибшим в Великой Отечественной войне

## Известные уроженцы
- Д.П. Бортновский — генерал-лейтенант авиации
- И.С. Туловский — генерал-майор артиллерии